# Nokia Lumia 810
Nokia Lumia 810 — смартфон, разработанный компанией Nokia, на базе OS Windows Phone 8 исключительно для американского оператора T-Mobile. Был представлен 8 октября 2012. Имеет 4.3-дюймовый AMOLED WVGA ClearBlack дисплей с разрешением 800х480, 8-МП камера на задней панели, 1,5 ГГц процессор Snapdragon. Имеются сменные оболочки (голубой и чёрный). Поддерживает беспроводную индукционную зарядку по стандарту Qi . Имеется 4G-модуль для сетей T-Mobile.

## Операционная система, приложения
Смартфон работает на операционной системе Windows Phone 8. Как и в других Nokia Lumia, предустановлены приложения Nokia: Nokia Drive, Nokia City Lens, Nokia Transit, Nokia Music и другие.